# Kaltenburg
Kaltenburg est un roman allemand de Marcel Beyer publié par Suhrkamp Verlag en 2008, et en traduction française par les Éditions Métailié en 2010.

## Trame narrative
En 2006, à Dresde, Hermann Funk (1934-), naturaliste, à l'Institut Kaltenburg, reçoit Katharina Fischer, traductrice ou interprète. Elle s'intéresse aux oiseaux d’Europe centrale, et ce naturaliste est particulièrement capable de l'aider à étudier la différenciation des oiseaux, pour avoir été plusieurs années l'élève et l'assistant du grand maître de l'ornithologie. Hermann accompagne Katharina dans leurs visites : Institut, Dresde, vallée de l'Elbe. Ils discutent et il s'interroge sur le comportement animal, son propre passé et celui de Kaltenburg.

## Découpage
Le livre se compose de six parties numérotées, comprenant chacune une dizaine de chapitres numérotés, sans autre précision.
Chaque chapitre traite d'une période historique des années 1930 à 1980, non pas de manière chronologique, mais dans des formes de spirale, par association : chaque chapitre apporte son lot d'informations et d'interrogations : décrets antijuifs de 1935 (interdiction : animaux domestiques, transports publics, téléphone, radio, tabac, zoo... p. 261), implication de Kaltenburg dans le national-socialisme, réquisition d'œuvres des musées de Dresde par l'Armée Rouge (météorite, vache marine, rhytine de Steller, Grand Pingouin...), bombardements de Dresde des 13 au 15 février 1945, jeux d'enfants dans les ruines du centre-ville, République démocratique allemande, Rideau de fer, emprisonnement de Kaltenburg dans les camps soviétiques (dont Khaltourine), purges staliniennes, arrestations, retour des oiseaux, mort de Staline, développement de l'Institut d'ornithologie, relations difficiles entre Kaltenburg et les gens de Dresde, restitution d'œuvres réquisitionnées au Zwinger, promenades (famille Hagemann, Kaltenburg, Herrmann), quatuor (Kaltenburg, Knut, Klara, Hermann)...

## Précisions
Kaltenburg est un être complexe, soupçonnable pour la période nazie, suspect et rétif au stalinisme, et trop vite disparu (à l'Ouest, à Vienne) après un discours lors d'un congrès à Oslo, sans emporter aucun animal (p. 311). Ses écrits sur les êtres humains sont aussi problématiques (p. 315), dont Les formes premières de la peur : Il a parlé plus tard dans la nuit de sa relation avec un homme comme s'il s'agissait d'un animal (p. 200). Ses relations avec Matzke, de 1942 à 1971, sont étranges. Surtout, ses relations aux animaux sont admirables : ses choucas, arrivée de 300 canards (p. 118), élimination des lustres et lampes pouvant gêner les oiseaux (p. 115).
Les animaux, principalement les oiseaux, sont omniprésents, dans le domaine Kaltenburg. Dans la maison, tout est centré sur les animaux (p. 134) : couvaison, mue traumatique, mémoire, attaque contre Martin (porteur cette fois d'un Loden et d'un balai).
Hermann n'est pas un être génial, mais surtout un orphelin de guerre, qui peine à retrouver son histoire d'avant 1945, son enfance. Toujours intéressé par les oiseaux, il semble avoir longtemps derrière Kaltenburg, par gratitude, été aveugle à beaucoup de réalités des années 1930-1960 : lois anti-juives, persécutions, déportations, réfugiés, armée soviétique, présence russe, retour des prisonniers. Par ses discussions avec Katharina, il rattrape un peu le temps perdu : Personne ne m'a aussi profondément déçu que Ludwig Kaltenburg. [...] Ludwig Kaltenburg avait rayé notre période commune à Posen de sa vie (p. 274).
Dresde est très présente : Grand Jardin de Dresde, Zoo de Dresde, Zwinger,  caserne soviétique, églises, places, rues, et histoire, dont les bombardements de 1945, quand les oiseaux retombaient carbonisés.
Les références à d'autres arts humains sont plus rares : Balzac (p. 172), Kokoshka (p. 161), Proust (p. 352).

## Personnages
- Ludwig Kaltenburg (19**-1989), ornithologue, un passage à Vienne, un poste à Leipzig (Institut de Zoologie), avec résidence à Dresde
  - Krause, chauffeur officiel de la limousine ZIS noire offerte par Walter Ulbricht, et rapporteur aux Autorités
  - Eberhard Matzke, assistant
  - Tchok, Tachok, Tachotchek, lignée de choucas
- Hermann Funk (1934-), narrateur, protégé de Kaltenburg, préparateur à Leipzig, puis assistant, puis employé à la Collection ornithologique, 60 ans à Dresde
  - père botaniste, marié à Poznań (Posen), réfugié avec sa famille à Dresde au début de février 1945
  - mère, native de Dresde, mariée à Poznań,
  - Maria, gouvernante
  - famille adoptive de l'orphelin de guerre dans l'Erzgebirge, dont les enfants Herta, Gerlinde, Hans-Georg
- Knut Sieverding, pilote, connu à l'âge de 21 ans, photographe, puis documentariste animalier
- Marti, Spengler, pilote, connu à l'âge de 17 ans, dessinateur animalier (style hyène (p. 278)).
- famille Hagemann
  - Ulli, ou Ulrike
  - Klara, proche de Hermann
- Katharina Fischer, touriste, traductrice-interprète, inquisitrice
- Ornithologues de passage ou de référence : Reinhold, Naumann, Christian Ludwig Brehm, Maikammer, Carl Ferdinand Oberländer, Hans Steingruber, Etzel von Isisdorf...

## Éditions
- Kaltenburg [« Kaltenburg »], trad. de Cécile Wajsbrot, Paris, Éditions Métailié, coll. « Bibliothèque allemande », 2010, 362 p.  (ISBN 978-2-86424-720-3)

## Réception
La réception francophone est très positive.